# Cervejaria Brewdog

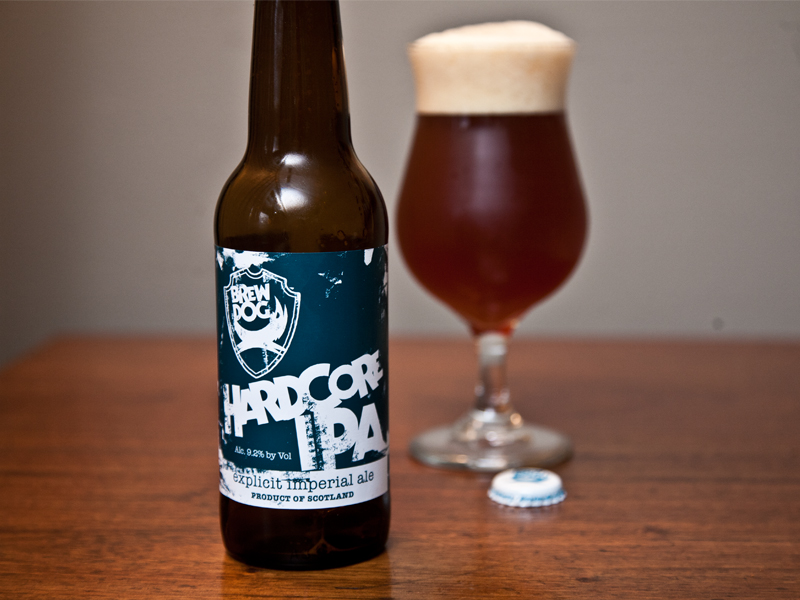
Cerveja Brewdog Hardcore Ipa

A Cervejaria BrewDog está localizada em Ellon, Aberdeenshire, na Escócia. Foi fundada em 2007 e produz cerca de 2, 2 milhões de garrafas e 400.000 latas por mês (outubro de 2015). A cervejaria produz uma extensa variedade de estilos entre Stout, IPA, Lager, etc. Sendo conhecida por sua criatividade e inovação ao desenvolver cervejas e sua própria marca. Dentre suas cervejas mais conhecidas pode-se destacar:
- Punk IPA (5,6% ABV) - uma ale lupulada no estilo americano. Sua marca principal.

- Brixton Porter (5% ABV)

- Hardcore IPA (9,2% ABV) - IPA bem forte

- Lager. (4,7% ABV) - uma lager pilsner

- Alice Porter (6,2% ABV) - uma porter aromatizada com baunilha

- O Fim da História (55% ABV) - a cerveja conhecida como a "cerveja mais forte do mundo". Apenas 12 garrafas lançadas e embaladas dentro de esquilos e arminhos empalhados

- Paradox Jura (15% ABV) - cerveja envelhecida em barris de whisky

- Tactical Nuclear Pinguim (32% ABV) - na época do lançamento foi a cerveja mais forte já produzido em uma competição com a cervejaria alemã Schorschbräu

- BrewDog Zeitgeist (4,9% ABV) - uma lager escura

## Bares
Em 2010 BrewDog abriu seu primeiro bar em Aberdeen.  Em 2014, inaugurou um bar em São Paulo, Brasil.

## References
1. ↑  «Cerveja Brewdog - Cerveja Store». Cerveja Store. Consultado em 16 de dezembro de 2015
2. ↑  «BrewDog Beer - From Punks to Trashy Blondes». www.hamptonassociates.com. Consultado em 7 de janeiro de 2016
3. ↑  «BrewDog Aberdeen to officially open on the 19th of October». Brewdog.com. Consultado em 10 de maio de 2012
4. ↑  «BrewDog Sao Paulo»